# Xipundo
Xipundo é uma cidade e município angolano que se localiza na província de Cuando.
Anteriormente uma vila-comuna do município de Rivungo, em 5 de setembro de 2024 foi elevada a condição de cidade e município da nova província de Cuando.
O município é constituído apenas pela comuna-sede.